# Szalay Károly (író, 1929)
Szalay Károly (Kecskemét, 1929. május 7. – 2025. április 24.) József Attila-díjas magyar író, irodalomtörténész, szerkesztő, újságíró, kandidátus. A Sánta Kutya díj bizottságának tagja.

## Életpályája
Szülei Szalay Oszkár és Király Anna. 1947-1951 között a Pázmány Péter Tudományegyetem Bölcsészettudományi Karának francia-magyar-történelem szakos hallgatója. 1950-1953 között Csepelen volt tanító egy általános iskolában. 1953-1956 között az ELTE-n aspiránsként dolgozott. 1956-1964 között a Szépirodalmi Könyvkiadó szerkesztője. 1964-től öt éven át a Magyar Televízió szerkesztője. 1969-1990 között a Magvető Könyvkiadó szerkesztőjeként tevékenykedett. 
1990-1991 között az Új Idő Könyvkiadó igazgatója. 1991-1994 között az Új Magyarország humorrovatának szerkesztője. 1993-1994 között a Magyar Televízió szórakoztató műsorok stúdióját vezette. 1995-ben nyugdíjba vonult. 1996-2000 között a Baptista Teológiai Akadémia kommunikációs szakán tanszékvezető. 2001–2005 között a Lyukasóra főszerkesztője volt.

## Művei
- Karinthy Frigyes élete és munkássága. Pályakép-vázlat ismeretterjesztő előadásokhoz; TTIT, Bp., 1956
- Karinthy Frigyes (monográfia, 1961)
- Szatíra és humor (irodalomelméleti esszé, 1963)
- A magyar szatíra száz éve (korszakmonográfia, 1966)
- A filmkomikum anatómiája (filmelméleti esszék, 1967)
- A komikum breviáriuma (esszé és antológia, 1970)
- A geg nyomában (filmelméleti és filmtörténeti tanulmányok, 1972)
- Nevető Parnasszus. Paródiák huszadik századi magyar írókról; összegyűjt., vál. Szalay Károly; Magvető, Bp., 1975
- Humor és szatíra Mikszáth korában (korszakmonográfia, 1977)
- Mai magyar filmvígjáték. Beteljesülések és elszalasztott lehetőségek; Magvető, Bp., 1978 (Gyorsuló idő)
- Chaplin (monográfia, 1978)
- Karinthy Ferenc (monográfia, 1979)
- Bálanyák a Prófétaképző Főiskolán (esszék, 1980)
- Jacques Tati; Magyar Filmtudományi Intézet és Filmarchívum–NPI, Bp., 1982 (Filmbarátok kiskönyvtára)
- Komikum, szatíra, humor (esszék, 1983)
- Szerelmes éveink (regény, 1985)
- "Elmondom hát mindenkinek". Karinthy Frigyes életéről és műveiről. 1887–1938; Kossuth, Bp., 1987
- Minden másképpen van. Karinthy Frigyes munkássága viták és vélemények tükrében; Kozmosz Könyvek, Bp., 1987
- Párhuzamos viszonyok (regény, 1988)
- Bikakolostor (regény, 1989)
- Műterem Budán (kisregény, 1990)
- A Sátán helytartója (történelmi regény, 1993)
- Tajgetosz, avagy Kiáltás polgárságért. A történelem, a politika, a humor hármaskönyve; Szenci Molnár Társaság, Bp., 1996
- Szerelem és halál Pompejiben. Regényes kortörténet (1997)
- A világtörténelem anekdotakincse (1998)
- Színházi anekdoták könyve (1999)
- Szókimondó; Magyar Ház, Bp., 2000 (Magyar Ház könyvek)
- Fancsaliságok (pamfletek, 2001)
- Humorlexikon (társszerző, 2001)
- Karikatúra és groteszk a magyar középkorban (2003)
- Fintorgások. Válogatás a Szókimondó sorozat 2001–2002 évfolyamából; Hét Krajcár, Bp., 2003
- Arcok törött tükörben (novellák, miniportrék, esszék, 2004)
- Kutyaregény. Egy boldog életű törpetacskó emlékiratai (kisregény, 2007)
- Embert mégse ettünk; Lilli, Bp., 2009
- Politikai pornó; Lilli, Bp., 2009
- A hasznos hazafiság prófétája. Esszé Szíj Rezsőről, 1915–2006; Antológia, Lakitelek, 2013 (Népfőiskolai füzetek)
- Írott sziklák, festett barlangok. Őskorok művészete; Kairosz, Bp., 2012
- 101 grimasz; Athos Ignis, Bp., 2014 – Demokrata hetilap 2012-2013 megjelent Szókimondó c. rovatának gyűjteménye, és két interjú az íróval
- Szent Jeromos éjszakája. Spirituális pikareszk regény; Kairosz, Bp., 2014
- Az ötödik evangélista; Orpheusz, Bp., 2017
- A sátánizált Horthy; szerk., jegyz Szekér Nóra; Antológia, Lakitelek, 2018
- Párizsi kaland. Memoár-regény; Orpheusz, Bp., 2019
- A lakiteleki sátor és a Hungarikum Liget; Antológia, Lakitelek, 2022
- Halogatom a halálomat. Memoár-regény; Orpheusz, Bp., 2022

## Díjai, kitüntetései
- Gábor Andor-díj (1988)
- A Magyar Köztársasági Érdemrend kiskeresztje (1994)
- Petőfi Sándor Sajtószabadság-díj (1997)
- Arany János-díj (1999)
- József Attila-díj (2000)
- Alternatív Kossuth-díj (2006)
- 1956-os Pesti Srác Alapítvány díja (2013)
- Prima díj (2013)
- A Magyar Érdemrend középkeresztje (2014)
- A Magyar Érdemrend középkeresztje a csillaggal (2019)
- Herczeg Ferenc-díj (2019)
- Magyarország Babérkoszorúja díj (2020)